# Eugnathia pulcherrima
Eugnathia pulcherrima là một loài bướm đêm trong họ Erebidae.